# Рей Чарльз
Раймо́нд Чарльз Ро́бінсон (англ. Raymond Charles Robinson), відомий як Рей Чарльз (англ. Ray Charles; 23 вересня 1930 — 10 червня 2004) — американський співак, клавішник і композитор різних музичних напрямів: джаз, блюз, рок-н-рол та кантрі, — який нерідко поєднував їх в один стилістичний сплав; один із творців стилю соул. На фестивалі MIDEM в Монако 1994 року Рею Чарльзу було вручено приз за вклад у сучасну музику.
Талант Чарльза відмічали Пол Маккартні, Елтон Джон, Стіві Вандер, Том Круз, Брюс Вілліс, Біллі Престон, Ван Моррісон, а Френк Сінатра назвав його «єдиним справжнім генієм у шоу-бізнесі». 2004 року журнал Rolling Stone поставив Рея Чарльза на 10 позицію в списку «100 найкращих артистів усіх часів» і на 2 позицію в «100 найкращих вокалістів всіх часів», а його пісня «What'd I Say» здобула 10-те місце того ж журналу в рейтингу «500 найкращих пісень усіх часів». Поряд із багатьма виконавцями 1960-х: Літл Річардом, Елвісом Преслі, Джеймсом Брауном — Рей є ключовою фігурою в розвитку сучасної музики, його часто включають у списки найкращих музикантів XX століття.

## Життєпис

### Ранні роки 1930—1945
Рей Чарльз Робінсон був сином Арети Робінсон та Бейлі Робінсона. Коли Рей був дитиною, його сім'я переїхала із Олбані, штат Джорджія, до маленької афроамериканської громади на заході міста Грінвілл, штат Флорида.
Батько у житті Рея не відігравав важливої ролі, після народження сина він покинув сім'ю, залишивши Рея та його молодшого брата Джорджа на Арету та свекруху Мері Джейн Робінсон. Ще із раннього дитинства Рей проявляв цікавість до механіки, він часто спостерігав, як сусідські чоловіки працюють на автомобілях чи на сільськогосподарських машинах. Його зацікавлення музикою з'явилось ще в трирічному віці, слухаючи, як власник кафе Red Wing Cafe Вайлі Пітмен грав бугі-вугі на старому піаніно. Згодом Пітмен навчив хлопчика грі на піаніно. Рей та його мама завжди були бажаними гостями у кафе і навіть деякий час жили в ньому через фінансову скруту. Пітмен також піклувався про молодшого брата Рея, Джорджа, бажаючи допомогти їхній матері. Коли Рею було п'ять років, Джордж потонув у тазі для прання. Рей, який був свідком цього, намагався допомогти йому, але нічого не зміг зробити, бо брат був надто важким для нього.
Приблизно з чотирьох-п'яти років Рей почав втрачати зір і до семи уже повністю осліп. Найімовірніше, сліпота була сприченена глаукомою. Рей відвідував школу для глухих та сліпих у Сент-Огастіні, штат Флорида із 1937 по 1945, де розвивав свій музичний талант. У цей час він виступав на радіостанції WFOY у Сент-Огастіні. Батько помер, коли Рею було 10 років.
У школі Рея вчили тільки класичної музики. Попри те, що вона йому подобалась, він також хотів грати джаз, блюз та кантрі, які чув по радіо. Кожної п'ятниці шкільна літературна спілка організовувала збори, де Чарльз грав на фортепіано і співав популярні пісні. На Хелловін та Президентський день, «кольоровий» департамент школи проводив заходи, де грав Рей. Саме там він створив гурт «RC Robinson and the Shop Boys» та співав «Jingle Bell Boogie» у власному аранжуванні. Він провів своє перше Різдво в школі, але пізніше Рей міг повертатись у Грінвілл, що він і робив кожне літо.
Навесні 1945 року, коли Рею було 14 років, померла його мати. Її смерть стала для нього шоком, пізніше він говорив, що смерті брата і матері були "двома великими трагедіями" у його житті.

### Початок кар'єри 1945—1952
Після смерті матері Рей не повернувся до школи. Він почав жити в Джексонвіллі із парою, які були друзями його матері. Впродовж року він грав на піаніно для різних колективів у Рітц театрі у Лавіллі, заробляючи 4 долари за ніч. Потім він переїхав до Орландо, а згодом до Тампи, де він грав у південній групі під назвою The Florida Playboys. Саме тоді він почав носити сонцезахисні окуляри, які були зроблені дизайнером Біллі Стіклсом.
Чарльз завжди хотів мати власний гурт. Він вирішив залишити Флориду заради великого міста, але Чикаго та Нью-Йорк були занадто великими. Попросивши друга заглянути у карту та відмітити місто у Сполучених Штатах, яке було найвіддаленіше від Флориди, він переїхав до Сіетлу, у 1947 році (де він вперше зустрівся і подружився з 14-річним Квінсі Джонсом), згодом почався запис, спочатку під лейблом Down Beat як Maxin Trio із гітаристом Госадом Макгі і басистом Мілтоном Ґарретом, першим хітом був «Confession Blues» у 1949 році. Пісня злетіла до #2 позиції у R&B чарті. Він приєднався до Swingtime і під своїм власним ім'ям («Ray Charles», щоб не бути перепутаним із боксером Шугаром Реєм Робінсоном) записав ще два R&B хіти, «Baby, Let Me Hold Your Hand» (# 5 позиція у чарті) у 1951 році та «Kissa Me Baby»(# 8 позиція у чарті) у 1952 році. У наступному році він підписує контракт із Ahmet Ertegün та переходить до Atlantic Records.

### Голос
Рей Чарльз є власником одного з найбільш упізнаваних голосів у світовій музиці. По словах музикознавця Генрі Плезантса (Henry Pleasants): «Френк Сінатра, а до нього Бінг Кросбі, були майстрами слова. Рей Чарльз ж — майстер звуків. Його записи відкривають нам приголомшливу різноманітність і майстерність застосування легато, глісандо, зойків, стогонів, плачу, бурчання і шепоту, фальцету, несподіваних стрибків і зупинок, вересків та криків,  — всіх чудово контрольованих, дисциплінованих видатною музикальністю, і використаних з майстерно врахованими нюансами гармонії, ритму і динаміки. Це — і спів того, чий словниковий запас далекий до того, щоб передати щось, що перебуває в його серці і думках, і того, чиї почуття занадто сильні для задовільного словесного чи звичайного музичного вираження. Він не може вам це просто сказати. Не може навіть заспівати. Йому потрібно вам це прокричати, голосом, повним відчаю чи радості. І один лише голос, з невеликою допомогою тексту або музики, передає потрібне повідомлення.
Зазвичай Рей Чарльз характеризується як баритон, і його розмовний голос не запропонував би вам більшого, враховуючи, з якими труднощами він брав і утримував „Мі“ і „Фа“ другої октави (верхні ноти баритона) в поп-баладі. Але людський голос піддається певним змінам під напругою, і в музиці начебто Євангеліє або блюзу Рей міг і справді співав цілими тактами на межі верхнього діапазону тенора, досягаючи „Ля“ і „Сі“ другий, а іноді й „До“ і „Ре“ третьої октави, іноді повним, іноді екстатичним головним голосом, а іноді фальцетом. На фальцет він продовжував йти вгору до „Мі“ і „Фа“ вище верхньої „До“ третьої октави. На одному екстраординарному запису, „I'm Going Down to the River“, він бере приголомшливу „Сі-бемоль“ третьої октави. Якщо враховувати за найнижчу ноту „Мі“ великої октави („Georgia On My Mind“), у нього в розпорядженні знаходиться, включаючи фальцет, щонайменше, три з половиною октави.»

### Прорив із Atlantic Records: 1953—1959
Майже відразу ж після підписання контракту із Atlantic Records, Чарльз випускає свій перший сингл. «Mess Around» що був R&B хітом у 1953 році. «It Should Have Been Me» та «Don't You Know» у 1954 році, а «I Got A Woman» (у складі із групою Ренальда Річарда) привів Рея до національної популярності та визнання. У цій композиції 1955 року Рей вперше натрапляє на свою безпомилкову тужливу вокальну манеру, близьку госпелу, яку прекрасно відтіняли пружні, підведені аранжування духових.
Пісня досягла вершини у Billboard's чарті R&B синглів у 1955 році, і відтоді до 1959 року він мав серію R&B успіхів включаючи «Fool For You» (# 1), «This Little Girl of Mine», «Lonely Avenue», «Mary Ann», «Drown in My Own Tears» (#1) та хіт «The Night Time (Is the Right Time)».
За цей час перехідного періоду, він наймає молодий дівчачий колектив із Філадельфії, The Cookies які були бек вокалом, записується із ними у Нью-Йорку та змінює їхню назву на The Raelettes.

### Кросовер успіху: 1959—1967

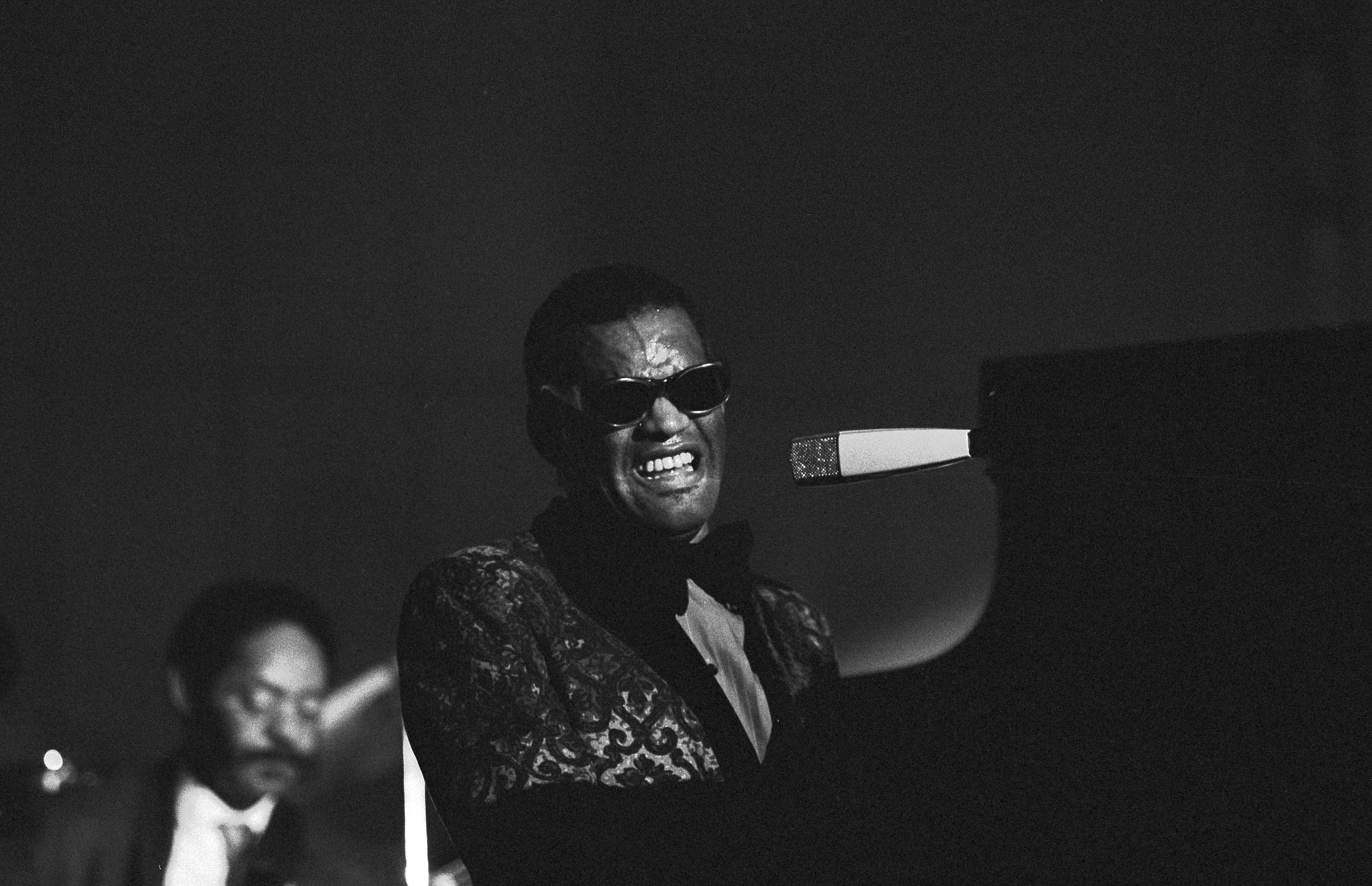
Чарльз в 1971. Фото: Heinrich Klaffs.

У 1959 р. Чарльз увійшов в Топ 40 радіо з виходом його імпровізованого номера, «What'd I Say», спочатку задуманий коли Чарльз був на концерті. Пісня досягла першого місця у списку R&B і увійшла у першу топ десятку у поп — чарті, досягнувши 6 позиції. Чарльз також записав «The Genius of Ray Charles», перш ніж покинути Atlantic Records заради вигіднішої угоди із ABC-Paramount Records (пізніше прейменована на ABC) у 1960 році. Угода дала Чарльзові високі можливості, а саме повний творчий контроль і в кінцевому рахунку власність на майстер-записи.
Хіт-пісні, такі як «Georgia On My Mind» (США #1 POP, #3 R&B), «Hit the Road Jack»(США #1 POP і R&B), «One Mint Julep» (#8 POP, #1 R&B) і «Unchain My Heart» (# 9 POP, # 1 R&B) допомогли йому з переходом до R&B- успіху, і його орієнтир 1962 року, альбом, Modern Sounds in Country and Western Music, та його Modern Sounds in Country and Western Music, Vol. 2, допомогли привести Кантрі у Мейнстрим музики. Його версія пісні Дона Гібона (Don Gibson), «I Can't Stop Loving You» очолила усі поп — чарти протягом п'яти тижнів і залишилась на #1 R&B протягом десяти тижнів у 1962 році. Також це була пісня під номером один у Великій Британії. У 1963 році він заснував свій власний лейб, Tangerine records, разом із ABC-Paramount.поп — хіти у 1963 році «Busted» (США #4) та «Take These Chains From My Heart» (США # 8), а також в Топ 20 чотири роки потому, у 1967 році, із своїм «Here We Go Again» (США #15) (дует із Норою Джонс у 2004).

### Зрілі роки (1965—1980)
У 1965 році, в Бостоні, Рей був заарештований за зберігання героїну та марихуани. Від героїну музикант був залежний протягом 17 років. Рей вперше почав вживати наркотики у віці 16 років. Це довгі роки впливало як на кар'єру, так і на особисте життя музиканта — це була, як він сам висловився, «мавпа на моїй спині». Вже втретє у Рея знаходили наркотики — спочатку кокаїн і марихуану, потім і героїн, але Рей і в цей раз уникнув тюремного ув'язнення. У перший раз поліція знайшла наркотики в його готельному номері ще у 1961 році, але справа не набула продовження, оскільки у поліції тоді не було ордера на обшук. Він лікувався від наркоманії в Лос-Анджелеській клініці, тому і не отримав реального терміну у в'язниці, а всього лише рік умовно. Після цього Рей остаточно кинув наркотики. Як він пояснював пізніше, «Іноді я відчував себе жахливо, але як тільки я виходив на сцену і група починала грати, не знаю чому, але це здавалося як аспірин — тобі боляче, ти його приймаєш і більше не відчуваєш болю». Залежність Рея від наркотиків широко відображена у фільмі «Ray». У подальшу життя Рей виступав проти наркотиків. Після того, як він кинув наркотики, змінився і його музичний стиль. Він став ближчим до мейнстриму, хоча, з іншого боку, (можливо це просто збіг), після відмови від наркотиків практично нічого видатного Рей не написав, а співав чужі пісні, що, втім, робив просто фантастично.
Після 70-х років його музична творчість приймалося критиками і слухачами неоднозначно — деякі пісні були надзвичайно популярні, у той час як інші так і залишилися невизнаними аудиторією. У цей час він концентрував увагу на живих виступах, а на студійних альбомах було дуже багато прохідного матеріалу. Музика стає більш одноманітною, вимальовується ухил у бік стилю кантрі. У цей період найбільшу популярність набуває пісня «America the Beautiful», що вийшла на примітному альбомі «The Message for People», першому політично забарвленому альбомі музиканта. Вважається, що аранжував класичну пісню в стилі госпел /ритм'н'блюз, Рей дав їй голос і друге народження. Наступний вартий уваги альбом — «Renaissance» (1975). До нього увійшла пісня Стіві Вандера «Living for the city», записана Реєм всього через кілька місяців після виходу оригіналу. За цей трек Рей отримує Ґреммі . Стіві Вандера дуже високо оцінив версію Чарльза, а також заспівав з ним цю пісню дуетом у 1990 році. До речі, це був єдиний в історії випадок співпраці Рея Чарлза і Стіві Вандера на одній сцені.
Версія Рея «Georgia On My Mind» була проголошена гімном штату Джорджія 24 квітня 1979 року.
Крім того, в даному періоді варто виділити версію класичної опери Дж. Гершвіна "Porgy & Bess" дуетом з Клео Лейн {RCA Victor, 1976}, а також альбоми «True to Life» {Atlantic, 1977} і «Love & Peace» (Atco, 1978). Характерні риси цього періоду — активне використання практично у всіх композиціях модного тоді родес-піано з його пізнаваним звуком, довгі соло на ньому ж, пронизливі струнні аранжування, мелодійні балади і надривний вокал. Також Рей надає своїм пісням сучаснішого звучання, вводить електронні елементи, часто замінюючи ними реальні інструменти. З цього часу бере початок його «фірмова» манера гри на синтезаторі, з електронними соло, що імітують електрогітару. Для досягнення подібності Рей допомагав собі пітч-колесом, до 90-х років досягнувши в цьому досконалості.

### Пізні роки (1980—2004)

Чарльз із президентом Рональдом Рейганом та Першою леді Ненсі Рейган у 1984.

Наприкінці 80-х відбувся ряд подій, ще більше збільшили визнання Рея серед молодої аудиторії. У 1984 році виходить альбом дуетів «Friendship». На ньому Рей записався з деякими модними в кантрі -співтоваристві музикантами, а також з такими стовпами музики, як Тоні Беннет (пісня «Everybody gets the blues») та Біллі Джоел («Baby Grand»).Він знявся в епізоді фільму «Брати Блюз» із Джоном Белуші і Деном Екройд. У 1985 році «Night Time Is the Right Time» з'явилася у серії «Happy Anniversary» популярного телешоу «The Cosby Show» на Ен-Бі-Сі. У 1985 році Рей виступав під час інавгурації Рональда Рейгана. З цим виступом пов'язаний епізод, який пізніше кинув тінь на репутацію Рея. Відомо, що Рей був переконаним демократом, а Рейган — республіканцем. Рей погодився виступати тільки за нечувано високий на ті часи гонорар в 100 000 доларів. Коментуючи цей факт, агент Рея Джо Адамс сказав: «За такі гроші ми б виступили і на зборах Ку-клукс-клану».
У 1986 році він виконав пісню «America the Beautiful» під час шоу «WrestleMania 2».Рей брав участь у рекламній кампанії «Diet Pepsi», яка знову сильно збільшила його популярність. Під час цієї кампанії Рей використовував знаменитий слоган «You Got The Right One, Baby!». Також він брав участь у телешоу «The Super Dave Osbourn Show». На початку 90-х років Чарльз брав участь у кількох музичних проектах — так, зокрема, в проекті свого давнього друга Квінсі Джонса «I'll be good to you» (1990), (дуетом з Чакою Хан, премія «Ґреммі» 1990 р .). Чарлза запрошують у різні спільні проекти, як наприклад пісня «My Friend» з групою «Take 6», «Evenin '» з Тоні Беннетом, класичний госпел «Amazing Grace» з Лондонським оркестром у рамках благодійної акції, та багато інших. У той же час продюсери Чарльза вирішують скористатися зростанням його популярності і випускають альбом «My World», записаний на якому кавер пісні Леона Рассела «Song for You» отримав премію «Ґреммі». Поєднував елементи поп-музики, соулу та хіп-хопу, цей альбом стає приголомшливим, проте, мабуть, останнім відчайдушний стрибком Рея в бік молодої аудиторії. Інші заслуговують уваги альбоми цього періоду — «Strong Love Affair» і «Thanks for Bringing Love Around Again», останній сольний альбом Чарлза.

### Останні виступи
У 1996 році на відкритті Олімпійських ігор в Атланті Рей Чарльз виконав свою класичну пісню «Georgia On My Mind». У цьому ж році він виступив і на інавгурації Білла Клінтона — за три роки до цього президент вручив йому Національну медаль мистецтв.
У 2000 році Чарльз був гостем на Blue's Clues в музичному фільмі, як вигаданий персонаж на ім'я G-Clef.
Також появився гостем у The Persuasions, як і його компаньйони. Чарльз записав «There It Is» під час і після зйомок з Стівом Бернсом і Трейсі Пейдж Джонсон. Після запису, Чарльз відзначив: «Це було найвеселіше що в мене було, після того як я зустрівся з президентом Рейганом у 1984».
У 2000 році Рей в своїй творчості повернувся до джазу і випустив композицію «In the Spur of the Moment», присвячену Стіву Тарру.
У травні 2002 року Римський Колізей прийняв своїх перших слухачів — після 2000-річної перерви Господарем шоу, яке проходило для захисту миру у всьому світі, став не хто інший, як Рей Чарльз. Він виконав свій класичний хіт «Georgia on My Mind». У травні 2003 року Чарлз відіграв у Лос-Анджелесі свій 10-тисячний концерт. Тобто впродовж 50 останніх років свого життя він виходив на сцену в середньому 200 раз на рік. Так продовжувалося б і далі, але підкачало здоров'я. Після операції на стегні музикант багато місяців відновлював форму. Йому довелося відмінити ряд виступів, але зовсім відмовитися від роботи він не міг — це було вище за його сили. Тому музикант продовжував готувати новий альбом, цього разу підбірку дуетів з Елтоном Джоном, Норою Джонс, Джоні Метісом та іншими вокалістами. Це останній альбом, виданий після смерті Рея у 2004, просто прийшов і узяв майже всі Ґреммі 2005 року у відповідних категоріях.
У 2002 році Рей брав участь у фестивалі коньяку в Південній Франції. Під час виступу один з фанів вибіг на сцену і почав виконувати одну з пісень Рея «Mess Around» акапельно. На знак своєї поваги Рей почав грати музику цієї пісні. У травні 2003 року Чарльз провів у Лос-Анджелесі концерт — 10000 за рахунком.
У 2003 році спонсорував мільйон доларів Університету Нью-Орлеана для розробки спеціального навчального курсу, присвяченого культурі, музиці, лінгвістиці і кулінарії афроамериканців, їх вкладу в життя сучасної Америки. Буде логічно, якщо одним із головних героїв цього курсу стане сам Рей Чарлз Робінсон. «Рей, ти вічно будеш в наших серцях!»
Один з останніх публічних виступів Рея відбувся в 2003 році, під час щорічного бенкету журналістів електронних ЗМІ, який відбувався у Вашингтоні. Він виконував пісні «Georgia On My Mind» і «America the Beautiful».
Останній виступ Рея Чарльза відбувся 30 квітня 2004 року у Лос-Анджелесі. Здоров'я Рея було підірвано операцією на стегні, від якої він довго не міг поправитись — незважаючи на хворобу, він продовжував роботу над альбомом «Genius Loves Company».

### Смерть

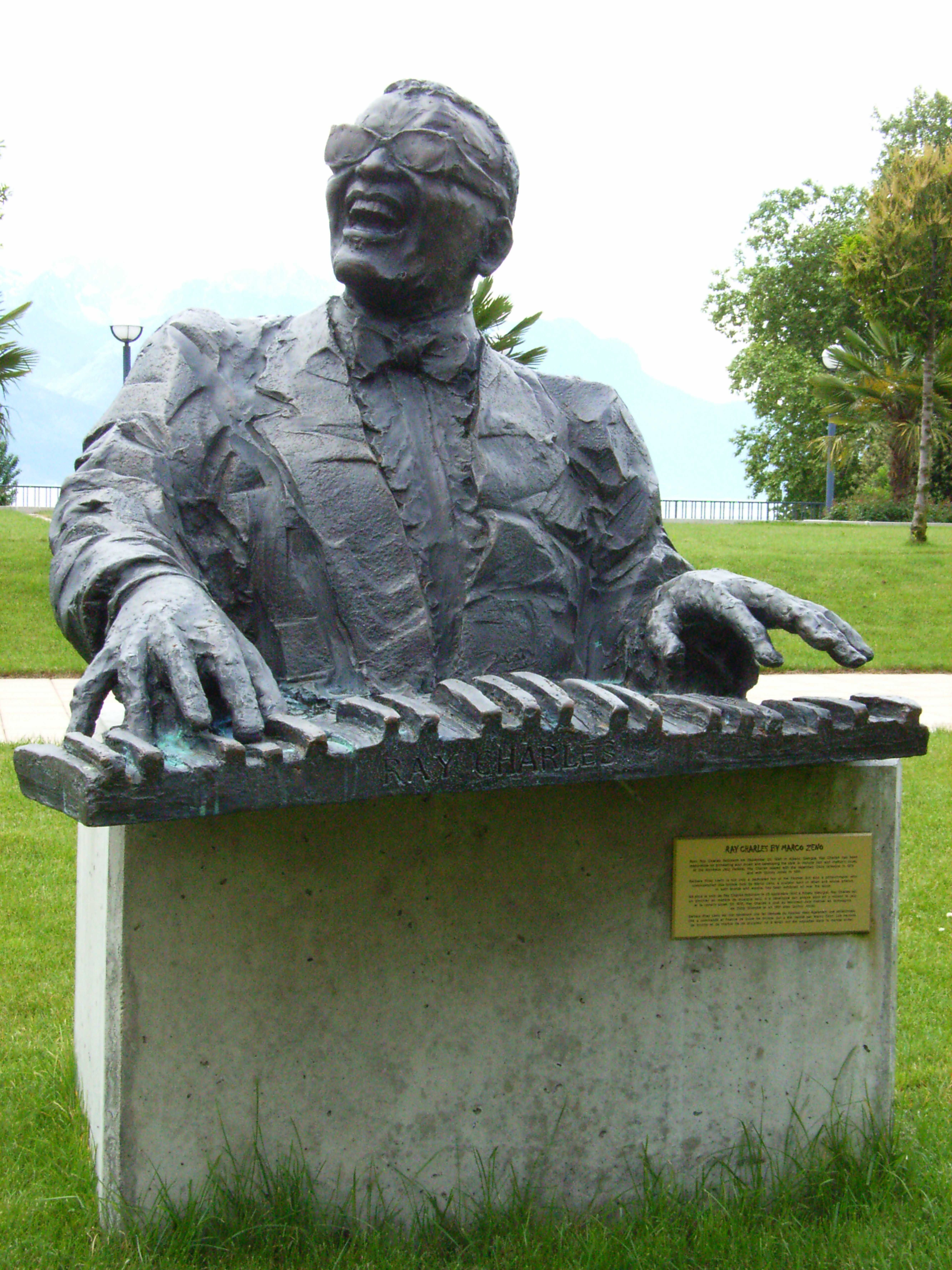
Памятник Рею Чарльзу в Монтре (Швейцарія)

Рей Чарльз помер 10 червня 2004 року об 11:35 ранку від раку печінки у своєму будинку в Беверлі Хіллз, Каліфорнія, в оточенні сім'ї та друзів. Йому було 73 роки. Похований у Inglewood Park Cemetery. За спогадами Девіда Рітца, в останні місяці Рей вже не міг ходити і майже не говорив, але кожен день приїжджав на власну студію RPM і робив свою роботу."Я не буду жити вічно", — якось сказав Рей Чарльз під час інтерв'ю. — «Розуму, щоб це зрозуміти, мені вистачає. Справа не в тому, як довго я буду жити, питання тільки — наскільки красивим буде моє життя».
На меморіальну церемонію в церкву приїхали Стіві Уандер, Бі Бі Кінг та Віллі Нельсон. Після меси труну відкрили, щоб тисячі шанувальників могли попрощатися з Реєм під звуки пісні «Over the Rainbow», вибраної для цього ним самим. Восени 2004 в 20-ти тисячному залі у Лос-Анджелесі пройшов великий концерт пам'яті Рея Чарльза. Свою шану співаку віддали багато відомих музикантів, виконавши найбільш знакові його пісні. Завершився концерт демонстрацією на великому екрані запис виступу самого Рея з піснею «America the Beautiful», якій глядачі аплодували стоячи. У 2005 виходить ще один посмертний альбом музиканта, «Genius & Friends», в який увійшли не випускалися раніше дуети з сучасними поп-і соул-з'їзд (Кріс Ісаак, Блайдж Мери Джейн, Рубен Стаддард, Джордж Майкл, Джон Леджент та інші). Всі музиканти були особисто обрані містером Чарльзом.

### Після смерті
Через два місяці після його смерті вийшов його останній альбом, «Genius Loves Company». У цей альбом увійшли пісні, що виконуються Реєм спільно з іншими музикантами. Серед них такі імена, як Бі Бі Кінг, Ван Моррісон, Джеймс Тейлор, Майкл МакДональд, Елтон Джон, Бонні Райт, Нора Джонс та Джонні Матіс.Цей альбом отримав 8 престижних нагород «Ґреммі».П'ять з них присуджені самому Рею — «Найкращий Поп-вокальний альбом», «Альбом Року», «Запис Року», «Найкраще Поп Співробітництво» (пісня «Here we go again» дуетом з Норою Джонс) і «Найкраще Госпел-виконання» .
Третій посмертний альбом вийшов 2006 року і називався «Ray Sings, Basie Swings», що постав собою записаний акомпанемент спеціально запрошеного для цього в студію легендарного оркестру імені Каунта Бейсі, накладений на ретельно відреставрований вокал Рея за допомогою комп'ютерних технологій. Альбом містить у собі головні хіти Чарлза і деякі нові кавер-версії. "Це велика подія. Коли технології 21-го століття і безсмертний соул сплітаються разом, виходить результат на століття "- сказав про це альбомі Квінсі Джонс, близький друг і соратник Рея Чарльза. А Девід Рітц, біографіст Рея Чарльза, назвав цю роботу «Ймовірно, найважливішою записом Рея за весь час». Цікаво, що насправді Чарльз і Бейсі ніколи не грали разом, хоча одного разу виступали в одному залі один за одним.
У вересні 2010 компанія Concord Records, на якій в останні роки записувався Рей і яка активно займається «розкручуванням» багатої спадщини музиканта, офіційно заявила про вихід нового альбому Рея Чарлза. Новий диск називається «Rare Genius: The Undiscovered Masters» і складається з 10 принципово нових треків, ніколи не випускалися до цього. В основному це демо-записи 70-х і 80-х років, з тих чи інших причин недопрацьовані і поставлені на полицю. Як і у випадку з «Ray Sings, Basie Swings» і «Genius & Friends», вокал Чарльза ретельно очищений він фонових шумів, відреставровано та накладено на свіжозаписаний супровід спеціально запрошених до студії музикантів. Альбом вийшов 26 жовтня 2010.

## Особисте життя
Чарльз був двічі одружений і став батьком 12 дітей від дев'яти різних жінок. Його перший шлюб із Ейлін Вільямс був коротким: із 31 липня 1951 по 1952 рік. У нього троє дітей від другого шлюбу, із Деллою Беатріс Говард Робінсон із 5 квітня 1955 по 1977 рік. В момент смерті його подругою і партнером була Норма Пінелла.
Його діти:
- Рік народження ~ 1950: Evelyn Robinson (дочка від Louise Mitchell)
- Рік народження ~ 1955: Ray Charles Robinson, Jr. (син від Della Robinson)
- Рік народження ~ 1958: David Robinson (син від Della Robinson)
- Рік народження ~ 1959: Charles Wayne Hendricks (син від Marge Hendricks — одна із The Raelettes)
- Рік народження ~ 1960: Reverend Robert Robinson (син від Della Robinson)
- Рік народження ~ 1961: Raenee Робінсон (до Mae Мослі Лайлс)
- Рік народження ~ 1963: Sheila Robinson (дочка від Sandra Jean Betts)
- Рік народження ~ 196:? Reatha Butler (невідомо)
- Рік народження ~ 196:? Alexandria Bertrand (дочка від Chantelle Bertrand)
- Рік народження ~ 1977: Vincent Kotchounian (син від Arlette Kotchounian — працювала із ним фотографом над альбомом Would You Believe)
- Рік народження ~ 1978: Robyn Moffett (дочка від Gloria Moffett)
- Рік народження ~ 1987: Ryan Corey Robinson den Bok (син від Mary Anne den Bok)

Чарлз роздав кожній своїй дитині по 1 млн. доларів (неоподаткованих) у грудні 2002 року на сімейному ленчі .

## Шахи
Шахи було захопленням Рея, він грав у них за допомогою спеціальної дошки. У 2002 році він зіграв із американським гросмейстером та колишнім чемпіоном США Ларрі Евансом. Еванс виграв, але деякі аналітики вважають, що Рей Чарльз припинив гру достроково.

## Наркотики
14 листопада 1961 року Рея заарештовано за зберігання наркотиків у кімнаті готелю Індіана, де він готувався до виступу. Детективи вилучили героїн та марихуану. Пізніше Рей заявив, що був наркоманом з 16-річного віку. Хоча справу було закрито через те, яким чином були отримані докази, ситуація з вживанням наркотиків не покращувалась. На думку Квінсі Джонса і преподобного Генрі Гріффіна, оточуючі Рея відповідальні за його вживання наркотиків.
Пізніше у 1964 року Рея знову було спіймано за зберігання героїну та марихуани. Після добровільного перебування в лікарні Святого Франциска в Лінвуді, штат Каліфорнія, Рею було надано випробувальний термін на п'ять років. Свій досвід вживання наркотиків Рей описував піснях «I Don't Need No Doctor», «Let's Go Get Stoned», а також випустив перший альбом після того як він зав'язав з героїном у 1966 році.

## Нагороди
Під час одного із нагороджень Рей був описаний, як «один із найшанованіших співаків свого покоління … піонер, який зруйнував бар'єри між світськими і духовними стилями, між білою та чорною поп музикою». Сам же він говорив просто — "Музика була на світі дуже давно, і буде після мене. Я просто намагався залишити свій слід, зробити в музиці щось хороше ". У серпні 2005 року Конгрес США перейменував поштове відділення West Adams Station у Лос-Анджелесі у «Станцію Рея Чарльза» (Ray Charles Station). У 1976 році він став одним із перших музикантів, що потрапили в Зал Слави штату Джорджія. У 1981 році він удостоївся власної зірки на Голлівудській Алеї Слави. У 1986 році він потрапив в Зал Слави Рок-н-Ролу, був нагороджений французьким Орденом мистецтв і літератури, а у 2004 році — потрапив до Зали Слави Джазу. За свою кар'єру Рей виграв 17 премій Ґреммі (5 посмертно), не рахуючи премії за внесок у розвиток музики, якої він був удостоєний у 1987 році. Повний список «Ґреммі» отриманих Реєм:
- 1960 — Найкраще вокальне виконання (Один запис або трек, Чоловіки) — за «Georgia On My Mind».
- 1960 — Найкраще виконання поп-музиканта (Соло) — за «Georgia On My Mind».
- 1960 — Найкращий R&B виконання за «Let the Good Times Roll».
- 1960 — Найкращий вокальний альбом (Чоловіки, Вокальне виконання) — за «The Genius of Ray Charles».
- 1961 — Найкраща R&B -запис — за «Hit The Road Jack».
- 1962 — Найкраща R&B-запис — за «I can't Stop Loving You».
- 1963 — Найкраща R&B-запис — за «Busted».
- 1966 — Найкраща R&B-запис — за «Crying Time».
- 1966 — Найкращий R&B-виконання (Соло, Вокал) — за «Crying Time».
- 1975 — Найкращий R&B-виконання (Вокал, Чоловіки) — за «Living For the City».
- 1990 — Найкращий R&B-виконання (Дует або група, Вокал) — за «I'll be Good To You» (разом з Чакою Каном (Chaka Khan)).
- 1993 — Найкращий R&B-виконання (Вокал, Чоловіки) — за «A Song For You».
- 2004 — Запис року — «Here We Go Again» (із Норою Джонс)
- 2004 — Альбом року — Genius Loves Company
- 2004 — Найкраще поп-співробітництво — «Here We Go Again» (із Норою Джонс)
- 2004 — Найкращий поп-альбом року — Genius Loves Company
- 2004 — Найкращий запис в жанрі ґоспел — «Heaven Help Us All» (із Гледіс Найт)

Рей Чарлз — єдиний виконавець, який отримував «Ґреммі» протягом п'яти десятиліть поспіль.

## Біографічний фільм Рей
Про життя Рея Чарльза був знятий біографічний фільм «Рей», який вийшов на екрани незабаром після його смерті — 19 жовтня 2004 року. Режисер фільму — Тейлор Гекфорд. Самого Чарльза грав Джеймі Фокс. Бюджет фільму склав 40 мільйонів доларів. Тейлор Гекфорд брав участь у створенні фільму також як продюсер і сценарист. Фільм відображає період із 1930 по 1966 рік. Джеймі Фокс отримав премію «Оскар» у номінації «Найкращий Актор» за цю роль. Фільм заснований на автобіографії Рея, виданої у 1978 році і називалася «Брат Рей» (одне з прізвиськ Рея).
Перед зйомкою, директор Тейлор Гекфорда організував зустріч Джеймі Фокс та Рея Чарльза, який наполіг, щоб вони вдвох за фортепіано та зіграли разом. Через дві години, Рей встав, обійняв Джеймі Фокса, і дав своє благословення, сказавши: «Він один … він зможе зробити це.» За перший вікенд фільм зібрав 20 мільйонів доларів..

## Фільмографія
- Swingin' Along (1961)
- Ballad in Blue (1964)
- The Big T.N.T. Show (1966) (документальний)
- Брати Блюз (1980)
- Limit Up (1989)
- Listen Up: The Lives of Quincy Jones (1990) (документальний)
- Любовна історія (1994)
- Незламний шпигун (1996)
- Рей (2004)